# Adalberta Marcuccetti
Adalberta Marcuccetti (...) è un'ex ciclista su strada e pistard italiana.

## Biografia
Originaria di Massa, in Toscana, corse nel 1976 con l'Ipas Colombella e nel 1979 con l'U.S. Voltiana. 
Su strada fu cinque volte sul podio nella gara in linea ai campionati italiani, senza mai vincerli, piazzandosi terza nel 1977 (dietro a Luigina Bissoli e Bruna Cancelli), 1981 (dietro a Rosanna Piantoni e Rossella Galbiati), 1982 (dietro a Maria Canins e Francesca Galli) e 1984 (dietro alla stessa Canins e a Roberta Bonanomi); nel solo 1983 fu invece seconda, battuta dalla vincitrice Patrizia Spadaccini.
Con la nazionale italiana prese parte a cinque edizioni della corsa in linea ai Mondiali, ottenendo come miglior piazzamento la 22ª posizione a Sallanches 1980, mentre fu 45ª a Brauweiler 1978, 25ª a Valkenburg aan de Geul 1979, 36ª a Praga 1981 e 48ª a Goodwood 1982.
Nel 1982, inoltre, chiuse terza alla Coppa Messapica.
Anche su pista ottenne due podi tricolori, entrambi nel 1978 ed entrambi dietro a Luigina Bissoli e Rossella Galbiati, nell'inseguimento individuale e nella velocità. 

## Piazzamenti

### Competizioni mondiali
- Campionati del mondo

Brauweiler 1978 - In linea Elite: 45ª
Valkenburg aan de Geul 1979 - In linea Elite: 25ª
Sallanches 1980 - In linea Elite: 22ª
Praga 1981 - In linea Elite: 36ª
Goodwood 1982 - In linea Elite: 48ª